# Antoigné
Antoigné é uma comuna francesa na região administrativa da Pays de la Loire, no departamento de Maine-et-Loire. Estende-se por uma área de 17,87 km². Em 2010 a comuna tinha 468 habitantes (densidade: 26,2 hab./km²).